# Beresford (Colombie-Britannique)
Pour les articles homonymes, voir Beresford.
Beresford est une communauté située dans la province de la Colombie-Britannique, dans le sud.